# Jelena Olejnikova
Jelena Anatoljevna Olejnikova (ryska: Елена Анатольевна Олейникова), född den 9 december 1976 i Zernograd, är en rysk friidrottare som tävlar i tresteg. 
Olejnikova deltog vid VM i Edmonton 2001 där hon inte tog sig vidare från försöken. Vid universiaden samma år blev hon bronsmedaljör. 
Hon blev även bronsmedaljör vid både inomhus-EM i Wien och utomhus-EM i München 2002. Hon var även i final vid VM 2003 där hon slutade på fjortonde plats och vid inomhus-EM 2005 där hon blev sjua.

## Personligt rekord
- Tresteg - 14,83